# Opsomeigenia xylota
Opsomeigenia xylota är en tvåvingeart som först beskrevs av Charles Howard Curran 1927.  Opsomeigenia xylota ingår i släktet Opsomeigenia och familjen parasitflugor. Inga underarter finns listade i Catalogue of Life.